# Liste de films français sortis en 1919
Listes de films français
- 1915
- 1916
- 1917
- 1918
- 1919
- 1920
- 1921
- 1922
- 1923

Liste non exhaustive de films français sortis en 1919

## 1919
| Titre                          | Réalisateur                    | Distribution                                                  | Genre                    | Notes  |
| ------------------------------ | ------------------------------ | ------------------------------------------------------------- | ------------------------ | ------ |
| Le Calvaire d'une reine        | René Leprince, Ferdinand Zecca | René Alexandre, Gabriel Signoret, Gabrielle Robinne           | Drame                    |        |
| La Cigarette                   | Germaine Dulac                 | Andrée Brabant, Gabriel Signoret, Jules Raucourt              |                          |        |
| Le destin est maître           | Jean Kemm                      | Henry Krauss, Emmy Lynn, Jean Peyrière                        | Moyen métrage            |        |
| L'Effroyable doute             | Jacques Grétillat              | Louise Colliney, Berthe Jalabert, Jacques Grétillat           | Moyen métrage            |        |
| Les Étapes d'une douleur       | Jean Aymé                      | Andrée Bill, Brevannes, Berthe Jalabert                       | Moyen métrage            |        |
| L'Engrenage                    | Louis Feuillade                | René Cresté, Geneviève Félix, Fernand Herrmann                | Drame                    |        |
| Le Fils de Monsieur Ledoux     | Henry Krauss                   | Berthe Jalabert, Henry Krauss, Edmond Van Daële               | Court métrage            |        |
| L'Énigme                       | Louis Feuillade                | Camille Bert, Edmond Bréon, René Cresté                       |                          |        |
| Haceldama ou le Prix du sang   | Julien Duvivier                | Suzy Lilé, Camille Bert, Séverin-Mars                         | Western                  | [ 7 ]  |
| L'Homme bleu                   | Jean Manoussi                  | Gabriel Signoret, Pierre Magnier, Georges Tréville            | Drame                    |        |
| L'Homme sans visage            | Louis Feuillade                | René Cresté, Fernand Herrmann, Louis Leubas                   |                          |        |
| L'Ibis bleu                    | Camille de Morlhon             | Pierre Magnier, Raoul Praxy, Ernest Amaury                    |                          |        |
| L'Intervention de Protéa       | Jean-Joseph Renaud             | Josette Andriot                                               | Espionnage               |        |
| J'accuse                       | Abel Gance                     | Romuald Joubé, Séverin-Mars, Maxime Desjardins                | Drame                    |        |
| Les Larmes du pardon           | René Leprince, Ferdinand Zecca | Suzanne Goldstein, Gabriel Signoret, René Alexandre           | Drame                    |        |
| Mam'zelle Chiffon              | André Hugon                    | Musidora, Suzanne Munte, Kitty Hott                           |                          |        |
| La Mission du Docteur Klivers  | Pierre Bressol                 | Pierre Bressol, Jean Toulout, Olga Demidoff                   |                          |        |
| Le Mystère de la villa Mortain | Pierre Bressol                 | Jeanne Ambroise, Pierre Bressol, Jean Toulout                 | Mystère                  |        |
| Le Nocturne                    | Louis Feuillade                | Fernand Herrmann, Sylvia Lux, Édouard Mathé                   |                          |        |
| Perdue                         | Georges Monca                  | Maria Fromet, René Alexandre, Catherine Fonteney              | Drame                    |        |
| Quarante H.P                   | Jacques Grétillat              | Jacques Grétillat, Roger Vincent, Marcelle Praince            | Comédie                  |        |
| Qui a tué ?                    | Pierre Marodon                 | Jean Legrand, Elmire Vautier, Jeanne Brindeau                 |                          |        |
| Ramuntcho                      | Jacques de Baroncelli          | René Lorsay, Yvonne Anny, Jeanne Brindeau                     | Drame                    | 30 min |
| Serpentin cœur de lion         | Jean Durand                    | Marcel Lévesque                                               | Court métrage            |        |
| Simplette                      | René Hervil                    | Suzanne Grandais, Berthe Jalabert, Gilbert Dalleu             | Court métrage            |        |
| Son aventure                   | René Hervil                    | Marie-Ange Fériel, Jacques de Féraudy                         | Court métrage            |        |
| Tenebras                       | Félix Léonnec Louis Paglieri   | Lucien Bataille, Jacques Volnys, Maxime Desjardins            |                          |        |
| Tih Minh                       | Louis Feuillade                | Mary Harald, René Cresté, Édouard Mathé                       | Serial d'espionnage      | 12 ép  |
| Un crime a été commis          | André Hugon                    |                                                               | Court métrage            | 30 min |
| Un ours                        | Charles Burguet                | Gaby Morlay, Gaston Modot, Berthe Jalabert                    | Court métrage            |        |
| Un soir                        | Robert Boudrioz                | Gilbert Dalleu                                                | Court métrage            |        |
| Une étoile de cinéma           | René Plaissetty                | Germaine Dermoz, Georges Mauloy Maurice Lagrenée              | Court métrage dramatique |        |
| Vendémiaire                    | Louis Feuillade                | René Cresté, Édouard Mathé, Louis Leubas                      | Serial Dramatique        | 4 ép   |
| La Vengeance de Rigadin        | Georges Monca                  | Charles Prince, Clo Marra, Albert Brouett, Maurice de Canonge | Comédie                  | 395 m. |